# Onda Forte Roma
L'ASD Onda Forte Roma è una società sportiva di nuoto e pallanuoto di Roma. È affiliata alla Federazione Italiana Nuoto e iscritta al CONI.

## Storia
La Distretti Ecologici Nuoto Roma ASD viene istituita nel settembre del 2022. La formazione conclude la sua prima stagione in massima serie al nono posto, evitando così la partecipazione ai play-out. Tra il 2023 e il 2024 la società cambia per due volte denominazione, diventando prima Astra Nuoto Roma e poi Onda Forte Roma. Al termine della stagione 2024-2025, conclusa all'ultimo posto in classifica, la squadra retrocede in Serie A2.

## Rosa 2025-2026
| N° |                       | Ruolo | Giocatore            |
| -- | --------------------- | ----- | -------------------- |
|    | Italia (bandiera)     | P     | Federico Piccionetti |
|    | Italia (bandiera)     | P     | Christian Rambaldo   |
|    | Italia (bandiera)     | D     | Mauro Voncina        |
|    | Croazia (bandiera)    | D     | Marin Borovcic-Kurir |
|    | Italia (bandiera)     | D     | Niccolò Gatto        |
|    | Montenegro (bandiera) | A     | Nikola Moskov        |

| N° |                    | Ruolo | Giocatore                 |
| -- | ------------------ | ----- | ------------------------- |
|    | Italia (bandiera)  | A     | Simone De Vecchis         |
|    | Italia (bandiera)  | A     | Adriano Barigelli Calcari |
|    | Italia (bandiera)  | A     | Paolo Fabbri              |
|    | Italia (bandiera)  | A     | Domenico Barillà          |
|    | Croazia (bandiera) | CB    | Ivo Bego                  |
|    | Italia (bandiera)  | CB    | Samuele Boezi             |

- Allenatore:  Massimiliano Fabbri
- Vice-allenatore:  Marco Manzetti
- Preparatore Atletico:  Daniele Bianchi
- Direttore Sportivo:  Massimiliano Fabbri
- Team Manager:  Giampaolo Grilli
- Direttore Generale:  Giampaolo Grilli

## Palmarès

### Competizioni giovanili
- Campionato italiano Juniores: 2

2023, 2024
- Campionato italiano Ragazzi: 1

2024